# خانه (ترانه فیلیپ فیلیپس)
«خانه» تک‌آهنگی از هنرمند اهل ایالات متحده آمریکا فیلیپ فیلیپس است که در سال ۲۰۱۲ میلادی منتشر شد.